# Desmia ruptilinealis
Desmia ruptilinealis là một loài bướm đêm trong họ Crambidae.